# Kentico CMS
Kentico CMS ― это система для управления содержанием для создания и управления веб-сайтами, интернет-магазинами, интранетами и сайтами сообществ, применяющими технологии Web 2.0. Kentico используют более 7 000 веб-порталов в 84-х странах мира. Kentico CMS построена на платформе ASP.NET и Microsoft SQL Server. Kentico позволяет вести разработку в режиме онлайн с помощью самого портала или прямо в среде Visual Studio. Kentico совместима с Microsoft Windows Azure.

## История
Kentico CMS разработана компанией «Kentico Software», созданной в 2004 году Петром Паласом (Petr Palas), расположенной в городе Брно. В 2008 году «Kentico Software» открыла филиал в США и в 2010-м году также филиал в Великобритании и второй филиал в США.
В 2010 году «Kentico Software» назвали самой быстрорастущей чешской фирмой в рейтинге «FAST 50», объявляемом компанией «Deloitte», а это благодаря её 1781 % росту в течение последних пяти лет.

## Модули
Функциональность Kentico CMS покрывает пять областей: систему для управления содержанием, электронную коммерцию (E-коммерция), Social Networking, интранет и маркетинг онлайн. Kentico CMS содержит 40 модулей и более 250 веб-частей.

## Свойства
- Система для управления содержанием, включая поддержку workflow, автоматическое создание версий документа и прав доступа
- Доступен полный исходный код[13]
- Поддержка Ajax
- Открытые API
- Поддержка мобильных версий интернет-сайтов[14]
- Интеграция с Microsoft Sharepoint[15]
- Принадлежность пользователей к группам пользователей и к защищенной части сайта
- Поддержка многоязычных версий веба, в том числе UNICODE и языков, которые пишутся справа налево (арабский язык, иврит и т. п.)
- Гибкий дизайн и навигация (drop-down menu, tree menu, UL list menu, tabs)[16]
- Удобный пользовательский интерфейс
- Интеграция стандартных ASP.NET контролов и поддержка собственных контролов
- Поддержка Visual Studio .NET и ASP.NET версии 2.0 и 3.5[17]
- WYSIWYG редактор
- Поисковая оптимизация (SEO)
- Веб-стандарты: XHTML, табличная или CSS верстка, WAI
- Предварительно подготовленные веб-шаблоны (корпоративные сайты, интернет-магазины, персональные сайты)